# Folklore (Taylor-Swift-Album)
Folklore (stilisiert „folklore“) ist das achte Studioalbum der US-amerikanischen Sängerin Taylor Swift. Es wurde am 24. Juli 2020 über die Labels Republic Records und Taylor Swift Productions veröffentlicht. Die Produktion des Albums fand während der Covid-19-Pandemie statt, dabei nahm Swift alle Songs in Selbstisolation auf.

## Hintergrund
Einen Tag vor Veröffentlichung des Albums kündigte Swift das Album erstmals auf ihren Social-Media-Accounts an. Am Erscheinungstag wurde neben Lyric Videos zu allen 16 Titeln des Standardalbums zudem das Musikvideo zu der ersten Single Cardigan veröffentlicht. Die physische Edition des Albums und die Deluxe-Version enthält den Bonus-Track The Lakes.

## Covergestaltung
Das Albumcover der Standardedition zeigt Swift allein in einem Wald stehend und ist in Schwarz-weiß gehalten. Es enthält weder den Albumtitel noch den Künstlernamen. Die 8 physischen Sondereditionen haben jeweils ein eigenes Albumcover. Der norwegische Black-Metal-Musiker Ihsahn verwies wenige Tage nach der Veröffentlichung auf die Ähnlichkeit zum Cover seiner EP Telemark.

## Musik und Texte
Der Sound des Albums wurde vom Spiegel als „kohärent und atmosphärisch“ bezeichnet. Der Rolling Stone schreibt, Swift verlasse ihre Komfortzone und versuche gar nicht, radiofreundlich zu sein, wobei sie in ihrer Erzählweise der Songs die Position verschiedener Personen einnehme.

## Titelliste
| #   | Titel                           | Songwriter                             | Produzent                                  | Länge |
| --- | ------------------------------- | -------------------------------------- | ------------------------------------------ | ----- |
| 1.  | The 1                           | Taylor Swift, Aaron Dessner            | Aaron Dessner                              | 3:30  |
| 2.  | Cardigan                        | Taylor Swift, Aaron Dessner            | Aaron Dessner                              | 3:59  |
| 3.  | The Last Great American Dynasty | Taylor Swift, Aaron Dessner            | Aaron Dessner                              | 3:51  |
| 4.  | Exile (feat. Bon Iver)          | Taylor Swift, Joe Alwyn, Justin Vernon | Aaron Dessner                              | 4:45  |
| 5.  | My Tears Ricochet               | Taylor Swift                           | Taylor Swift, Jack Antonoff                | 4:15  |
| 6.  | Mirrorball                      | Taylor Swift, Jack Antonoff            | Taylor Swift, Jack Antonoff                | 3:29  |
| 7.  | Seven                           | Taylor Swift, Aaron Dessner            | Aaron Dessner                              | 3:28  |
| 8.  | August                          | Taylor Swift, Jack Antonoff            | Taylor Swift, Jack Antonoff                | 4:21  |
| 9.  | This Is Me Trying               | Taylor Swift, Jack Antonoff            | Taylor Swift, Jack Antonoff                | 3:15  |
| 10. | Illicit Affairs                 | Taylor Swift, Jack Antonoff            | Taylor Swift, Jack Antonoff                | 3:10  |
| 11. | Invisible String                | Taylor Swift, Aaron Dessner            | Aaron Dessner                              | 4:21  |
| 12. | Mad Woman                       | Taylor Swift, Aaron Dessner            | Aaron Dessner                              | 3:57  |
| 13. | Epiphany                        | Taylor Swift, Aaron Dessner            | Aaron Dessner                              | 4:49  |
| 14. | Betty                           | Taylor Swift, Joe Alwyn                | Taylor Swift, Aaron Dessner, Jack Antonoff | 4:54  |
| 15. | Peace                           | Taylor Swift, Aaron Dessner            | Aaron Dessner                              | 3:43  |
| 16. | Hoax                            | Taylor Swift, Aaron Dessner            | Aaron Dessner                              | 3:40  |

Die physische Edition und die Deluxe-Version des Albums enthält außerdem:
| #   | Titel     | Songwriter                  | Produzent                   | Länge |
| --- | --------- | --------------------------- | --------------------------- | ----- |
| 17. | The Lakes | Taylor Swift, Jack Antonoff | Taylor Swift, Jack Antonoff | 3:32  |

## Rezeption
Folklore erhielt durchweg positive Kritiken. Die Seite Metacritic errechnet aus 15 professionellen Kritiken einen Bewertungsschnitt von 88/100 Punkten.
Tim Sohr vom Stern bezeichnete das Album als „das erste Meisterwerk der Corona-Zeit“.
Laut David Hune vom SLAM alternative music magazine ist das Album Swifts bisher ausgereiftestes Schaffenswerk, das er zeitgleich als „kolossalen Geniestreich und mit Sicherheit Top-Anwärter auf das Album des Jahres 2020“ bezeichnete.
Das deutschsprachige Online-Magazin laut.de setzte das Album auf Rang elf der „Alben des Jahres 2020“.
Bei den Grammy Awards 2021 wurde Folklore in der Kategorie Album of the Year ausgezeichnet.

## Kommerzieller Erfolg

### Chartplatzierungen
| ChartsChartplatzierungen       | Höchstplatzierung | Wochen |
| ------------------------------ | ----------------- | ------ |
| Deutschland (GfK)              | 5 (… Wo.)         | …      |
| Österreich (Ö3)                | 2 (117 Wo.)       | 117    |
| Schweiz (IFPI)                 | 1 (74 Wo.)        | 74     |
| Vereinigte Staaten (Billboard) | 1 (… Wo.)         | …      |
| Vereinigtes Königreich (OCC)   | 1 (… Wo.)         | …      |

| ChartsJahrescharts (2020)      | Platzierung |
| ------------------------------ | ----------- |
| Deutschland (GfK)              | 89          |
| Österreich (Ö3)                | 63          |
| Schweiz (IFPI)                 | 70          |
| Vereinigte Staaten (Billboard) | 5           |
| Vereinigtes Königreich (OCC)   | 12          |

| ChartsJahrescharts (2021)      | Platzierung |
| ------------------------------ | ----------- |
| Vereinigte Staaten (Billboard) | 12          |
| Vereinigtes Königreich (OCC)   | 38          |

| ChartsJahrescharts (2022)      | Platzierung |
| ------------------------------ | ----------- |
| Vereinigte Staaten (Billboard) | 41          |
| Vereinigtes Königreich (OCC)   | 30          |

| ChartsJahrescharts (2023)      | Platzierung |
| ------------------------------ | ----------- |
| Deutschland (GfK)              | 41          |
| Österreich (Ö3)                | 32          |
| Vereinigte Staaten (Billboard) | 12          |
| Vereinigtes Königreich (OCC)   | 13          |

| ChartsJahrescharts (2024)      | Platzierung |
| ------------------------------ | ----------- |
| Deutschland (GfK)              | 19          |
| Österreich (Ö3)                | 12          |
| Schweiz (IFPI)                 | 95          |
| Vereinigte Staaten (Billboard) | 14          |
| Vereinigtes Königreich (OCC)   | 19          |

### Auszeichnungen für Musikverkäufe
| Land/Region                  | Auszeichnungen für Musikverkäufe (Land/Region, Auszeichnung, Verkäufe) | Verkäufe  |
| ---------------------------- | ---------------------------------------------------------------------- | --------- |
| Australien (ARIA)            | 3× Platin                                                              | 210.000   |
| Belgien (BRMA)               | Gold                                                                   | 10.000    |
| Brasilien (PMB)              | Gold                                                                   | 20.000    |
| Dänemark (IFPI)              | 3× Platin                                                              | 60.000    |
| Deutschland (BVMI)           | Gold                                                                   | 100.000   |
| Finnland (IFPI)              | Gold                                                                   | 10.000    |
| Frankreich (SNEP)            | Platin                                                                 | 100.000   |
| Italien (FIMI)               | Platin                                                                 | 50.000    |
| Kanada (MC)                  | 6× Platin                                                              | 480.000   |
| Neuseeland (RMNZ)            | 5× Platin                                                              | 75.000    |
| Norwegen (IFPI)              | Platin                                                                 | 20.000    |
| Österreich (IFPI)            | Platin                                                                 | 15.000    |
| Polen (ZPAV)                 | 2× Platin                                                              | 40.000    |
| Portugal (AFP)               | Gold                                                                   | 3.500     |
| Schweiz (IFPI)               | Gold                                                                   | 10.000    |
| Singapur (RIAS)              | Gold                                                                   | 5.000     |
| Spanien (Promusicae)         | Gold                                                                   | 20.000    |
| Vereinigte Staaten (RIAA)    | 2× Platin                                                              | 2.000.000 |
| Vereinigtes Königreich (BPI) | 3× Platin                                                              | 900.000   |
| Insgesamt                    | 8× Gold · 28× Platin ·                                                 | 4.128.500 |

Hauptartikel: Taylor Swift/Auszeichnungen für Musikverkäufe/Alben